# Samir Jabrayilov
Samir Jabrayilov (Bakú, 7 de septiembre de 1994) es un ciclista azerbaiyano.

## Palmarés
2013
- Campeonato de Azerbaiyán en Ruta
- 1 etapa de la Jelajah Malaysia

2014
- 3.º en el Campeonato de Azerbaiyán en Ruta
- 2.º en el Campeonato de Azerbaiyán Contrarreloj

2015
- 3.º en el Campeonato de Azerbaiyán Contrarreloj
- 3.º en el Campeonato de Azerbaiyán en Ruta

2016
- 3.º en el Campeonato de Azerbaiyán Contrarreloj
- 2.º en el Campeonato de Azerbaiyán en Ruta

2017
- 3.º en el Campeonato de Azerbaiyán Contrarreloj

2018
- 2.º en el Campeonato de Azerbaiyán en Ruta

2019
- 2.º en el Campeonato de Azerbaiyán Contrarreloj
- 2.º en el Campeonato de Azerbaiyán en Ruta

2021
- 2.º en el Campeonato de Azerbaiyán Contrarreloj
- 2.º en el Campeonato de Azerbaiyán en Ruta

2023
- Campeonato de Azerbaiyán Contrarreloj
- 3.º en el Campeonato de Azerbaiyán en Ruta